# Part Two
Albums de Throbbing Gristle
Live December 2004
(2004) The Desertshore Installation
(2007)
Part Two (aussi nommé Part Two: The Endless Not) est un album studio publié par le groupe de musique industrielle Throbbing Gristle sorti en 2007 sur Mute Records. Sa publication fait suite à la reformation du groupe en 2004.

## L'album
Comme ce fut le cas sur leur album D.o.A., en 1979, Part Two comporte un morceau composé en solo par chacun des quatre membres du groupe. 

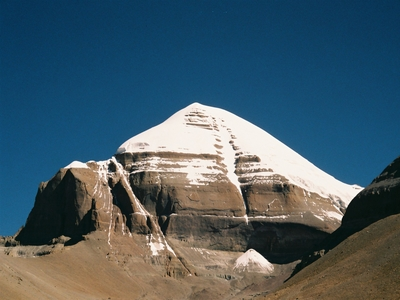
La face sud du mont Kailash, qui figure sur la couverture de l'album.

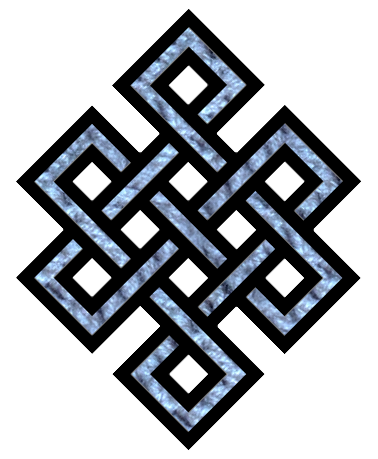
Symbole du nœud sans fin (endless knot)

La pochette de l'album montre une photo du mont Kailash, au Tibet, qui est une montagne sacrée dans plusieurs religions. Le graphisme utilise le symbole du nœud sans fin (en anglais: endless knot), un symbole du bouddhisme tibétain.

## Parution et réception

### Sortie
L'album a été annoncé pour 2006, et les concerts donnés à la Volksbühne de Berlin, le 31 décembre 2005 et le 1er janvier 2006, devaient servir à la promotion de cet album. La sortie est repoussée à plusieurs reprises, et a finalement lieu le 2 avril 2007.
En 2019, TG annonce une réédition de cet album, sur vinyle et CD.

### Réception critique
Dans sa critique pour PopMatters, Nick Soulsby regrette que l'album ne comporte pas davantage de compositions inédites, puisque deux morceaux (Almost A Kiss et Greasy Spoon) figuraient déjà sur TG Now et Live December 2004, dans des versions légèrement altérées.

## Fiche technique

### Titres
Tous les titres sont composés par Throbbing Gristle (Genesis P-Orridge, Cosey Fanni Tutti, Chris Carter, Peter Christopherson).
| Part Two: The Endless Not | Part Two: The Endless Not | Part Two: The Endless Not | Part Two: The Endless Not | Part Two: The Endless Not | Part Two: The Endless Not | Part Two: The Endless Not | Part Two: The Endless Not | Part Two: The Endless Not | Part Two: The Endless Not |
| No                        | Titre                     | Auteur                    | Durée                     |                           |                           |                           |                           |                           |                           |
| ------------------------- | ------------------------- | ------------------------- | ------------------------- | ------------------------- | ------------------------- | ------------------------- | ------------------------- | ------------------------- | ------------------------- |
| 1.                        | Vow Of Silence            |                           | 7:02                      |                           |                           |                           |                           |                           |                           |
| 2.                        | Rabbit Snare              |                           | 8:55                      |                           |                           |                           |                           |                           |                           |
| 3.                        | Separated                 | Carter                    | 4:46                      |                           |                           |                           |                           |                           |                           |
| 4.                        | Almost A Kiss             |                           | 6:43                      |                           |                           |                           |                           |                           |                           |
| 5.                        | Greasy Spoon              |                           | 9:27                      |                           |                           |                           |                           |                           |                           |
| 6.                        | Lyre Liar                 |                           | 7:47                      |                           |                           |                           |                           |                           |                           |
| 7.                        | Above the Below           | Tutti                     | 5:46                      |                           |                           |                           |                           |                           |                           |
| 8.                        | Endless Not               |                           | 7:57                      |                           |                           |                           |                           |                           |                           |
| 9.                        | The Worm Waits Its Turn   | P-Orridge, Bryin Dall     | 5:46                      |                           |                           |                           |                           |                           |                           |
| 10.                       | After the Fall            | Christopherson            | 4:02                      |                           |                           |                           |                           |                           |                           |
| 67:25                     |                           |                           |                           |                           |                           |                           |                           |                           |                           |

### Musiciens
- Genesis P-Orridge : voix, basse, violon
- Cosey Fanni Tutti : guitare électrique,cornet, samples
- Chris Carter : production, mastering, programmation, synthétiseur
- Peter Christopherson : couverture et direction artistique, samples